# Toma de Málaga (713)
Se conoce como toma de Málaga a la batalla ocurrida en 713 entre un ejército de Abd al-Aziz y la resistencia visigoda-cristiana de la ciudad de Málaga, en el marco de la invasión musulmana de la península ibérica.  
Tras el rápido avance de los musulmanes por el sur peninsular, los ejércitos de Musa y Táriq se enfrentan con el ejército visigodo en los alrededores de Toledo. En este momento, Teodomiro aprovecha para levantarse en armas contra los invasores, siendo secundado en Málaga y Almería. El hijo de Musa, Abd al-Aziz, recién nombrado comandante jefe de las fuerzas árabes en Hispania, se dirige a Murcia para someter a Teodomiro, al cual derrota apoderándose de las comarcas de Murcia y Almería y a continuación pone sitio a Málaga. 
De acuerdo a la versión de Francisco Guillén Robles, la ciudad se hallaba bien defendida y el asalto parecía arriesgado. Según las crónicas árabes, cuando ya se descartaba una rápida rendición de la plaza, el gobernador de Málaga fue capturado cuando paseaba sin guardia por unos jardines de los arrabales de la ciudad. Sin embargo, la ciudad continuó resistiendo y Abd al-Aziz decide asaltarla durante la noche, aprovechando la oscuridad para escalar las murallas. La plaza fue tomada con éxito y saqueada por los conquistadores. 
Tras la conquista, Abd al-Aziz se estableció durante un tiempo en un valle donde estuvo la ciudad romana de Nescania, que pasaría a llevar el nombre de Valle de Abdalajís.

## Debate historiográfico
No existe unanimidad entre los historiadores sobre este episodio. Al margen de la versión de Guillén Robles de que fue Abd al-Aziz quien conquistó Málaga en 713, José María Ruiz Povedano sostiene que la ciudad fue sitiada en 711 por un ejército de Táriq ibn Ziyad al mando del cual se encontraba el general Zaide ibn Kesadi, conquistador de la plaza de Archidona. 